# 李山海
李 山海（り さんかい、イ・サンヘ、ハングル: 이산해、1539年 - 1609年）は、朝鮮議政府の領議政を過ごした朝鮮中期の政治家、詩人であり、性理学者、教育者、画家である。党籍は東人派、後に北人に属し、党の中心的な人物だった。本貫は韓山李氏。字は麗水、号は鵝溪、終南水翁、竹皮翁、枾村居士。諡号は文忠。死六臣の一人である李塏の七代孫になる。

## 生涯
世子冊封問題で西人派の処罰に対する戦いで死刑強硬派の北人が勝利して政権を握ることになる。その後、李山海は北人派の政治家を多数推薦し、南人系の政治家の一部を起用したが、敵意を表わした。
鄭澈が起用家であるは李山海、東人の中で鄭澈に追われた人々を呼び、朝廷の官職を埋め、鄭澈に従った人々を追い出した。